# Esnoga de Malhada Sorda
A Esnoga de Malhada Sorda localiza-se na freguesia de Malhada Sorda, Município de Almeida, distrito da Guarda, em Portugal. É também conhecida como Casa do Relógio, Casa Quinhentista da Rua do Relógio e Sinagoga de Malhada Sorda.

## Descrição
A Esnoga era uma sinagoga pequena e secreta, que terá existido em Malhada Sorda. Estava em ruínas, mas foi recuperada com a intenção de se tornar um espaço museológico. A sua inauguração será a 30 de abril de 2017.
O edifício apresenta arquitetura residencial e uma das explicações para este facto é que deste modo era insuspeita aos inquisidores. Este edifício possui uma janela em estilo manuelino tardio do Séc. XVI na fachada, um relógio de sol (provavelmente do Séc. XVII) numa esquina da casa e um armário sagrado para a prática do culto judaico (para uns o Aron Kodesh, mas para outros não pode ser identificado como ele, pois não está voltado para oriente ) no interior do 1º andar. O edifício tem porta de entrada no primeiro andar, com escadas exteriores e no rés-do-chão uma ampla loja. No ombral direito da porta de entrada não há vestígios da implantação da Mezuzah e uma pia de água benta encimada por uma cruz (sinal de conversão ao Cristianismo ou de dissuasão aos inquisidores).
Pensa-se que quando o edifício foi erguido já teria sido determinada a expulsão ou conversão forçada dos judeus em território português, razão pela qual já não se construíam Sinagogas, mas, secretamente, o espaço podia ser adaptado para nele celebrar o culto.
Na Judiaria de Malhada Sorda foram identificadas mais de 38 casas com marcas cruciformes (em forma de cruz). Estas marcas, normalmente em cambas de portas e imóveis de raiz quinhentista estão relacionadas com a presença de uma comunidade judaica e de cristãos novos.